# Kalejdoskop Techniki
Kalejdoskop Techniki (pierwotnie wydawany pod tytułem Horyzonty Techniki dla Dzieci) – założony w 1957 miesięcznik popularnotechniczny dla dzieci i młodzieży w wieku 7–14 lat, wydawany przez Wydawnictwo Czasopism i Książek Technicznych Sigma-NOT, z charakterystyczną żartobliwą szatą graficzną Włodzimierza Wajnerta. Czasopismo miało 24 strony, format B5 i nakład 120 tys. egzemplarzy (w 1984). Część artykułów była przeznaczona dla młodych konstruktorów i eksperymentatorów, w założeniu przyszłych inżynierów albo naukowców. Ostatni numer ukazał się w grudniu 1990 roku.

## Rubryki
- Przygody z Ma-che-fim (Włodzimierz Wajnert; matematyka-chemia-fizyka; wybór artykułów z tej serii ukazał się w 1983 roku w niebieskiej broszurze o tym samym tytule: Wstęp, Stary wehikuł, Tajemniczy szyfr, Pogoń za lisem, Szpilki w szklance, Łódka która nie chciała do wody, Podwodny zastęp, Zacieki, Twierdzenie małego Jasia, Stara kuźnia kulawego Mateusza, Cyrk z szybami, Opowieść o eskimoskim kosmonaucie, Kolorowe plamy, Zaszyfrowany rozkaz, Kapryśny batyskaf, Cukier w benzynie, Kostka z białego karła, Piłka w rurze, Minibobsleje, Gwiazdy i galaktyki, Rebus Machefiego)
- Kącik konstruktora
- Opowiadania z historii techniki, autorstwa m.in. Hanny Korab, Anny Sosińskiej, Witolda Szolginii; część opowiadań Anny Sosińskiej ukazała się w 1983 roku w książce „Iskry i płomienie”
- Rebusy, labirynty, szukanie różnic między obrazkami
- Ze świata (nowości techniczne)
- Chemia (Maciej Umiński, okazjonalnie Zbigniew Węglowski i Stefan Sękowski, później Aleksandra Sękowska)
- Elektronika i Abecadło Radioamatora (Konrad Widelski, niekiedy Roman Kozak)
- Skrzynka pocztowa
- Przez obiektyw (Wojciech Tuszko)
- Hokus Pokus („Wasz Mag”)
- Warsztat majsterklepki
- Wesoła matma
- Artykuły popularno-naukowe różnych autorów: Jerzy Wierzbowski, Witold Szolginia, Zofia Unrug, Zbigniew Płochocki, Stefan Weinfeld
- Szukamy przyjaciół – adresy nastolatków z zagranicy pragnących nawiązać kontakt (np. 15 adresów z krajów ZSRR).
- Ciekawe doświadczenia fizyczne (okazjonalnie)

## ABC techniki
Ta sama Redakcja Czasopism Popularnotechnicznych dla Dzieci redagowała także założony w 1963 kwartalnik ABC techniki dla młodszych dzieci (początkowo pod tytułem „ABC Horyzontów Techniki dla dzieci”), w wieku 5–8 lat, ale też majsterkowiczów. Czasopismo to zniknęło z numerem 4 z 1990. Było w identycznym formacie, ale miało mniejszą objętość, 16 stron, grubszy papier i nakład 100 tys. egzemplarzy (w 1984).
W 1990 wydawnictwo mieściło się w Warszawie przy ul. Białej 4.

## Wydanie w języku rosyjskim
Tłumaczona z języka polskiego rosyjska wersja językowa Kalejdoskopu Techniki pt. Gorizonty Tiechniki dla Dietiej (ros. Горизонты техники для детей) ukazywała się w Związku Radzieckim od czerwca 1962 do września 1990.